# Cicloundecà
El  cicloundecà és un compost orgànic cíclic saturat amb onze àtoms de carboni que formen un anell. És classificat com un alcà perquè només està format per àtoms de carboni i d'hidrogen i aquests elements estan enllaçats C–H o C–C de forma que hi ha una cadena d'àtoms de carboni amb hidrogens subjectes a ells. Per cada un dels àtoms de carboni en la cadena hi ha un parell d'àtoms d'hidrogen tal que la fórmula química és C11H22. El compost és estable, però crema amb la suficient calor.
Variants d'aquest compost, com per exemple, el bicicloundecà, ha estat proposat per ús en conductors per circuits electrònics.